# Nick Jonas
Nicholas Jerry „Nick” Jonas (n. 16 septembrie 1992, Dallas, SUA) este un interpret, compozitor și actor american, cunoscut în principal pentru apartenența sa la formația Jonas Brothers, din care mai fac parte frații săi, Joe și Kevin. Nick este cel mai tânăr membru al formației. De mic, Nick Jonas și-a dorit să devină cântăreț, în 1999 lansând un album solo la care a lucrat împreună cu tatăl său.
În 2006, Nick și frații săi au lansat primul album, intitulat It's about time.
În 2005, la vârsta de 14 ani, când a fost diagnosticat cu tipul 1 de diabet, Nick a declarat: „Imediat după ce am ieșit din spital am avut un concert; vestea nu m-a împiedicat atunci, nu o face nici acum și nu o va face niciodată!”.
Nick cântă la chitară (acustică și electrică), baterie și pian. Joacă baseball, tenis, compune cântece și colecționează carduri de baseball.

## Viața personală

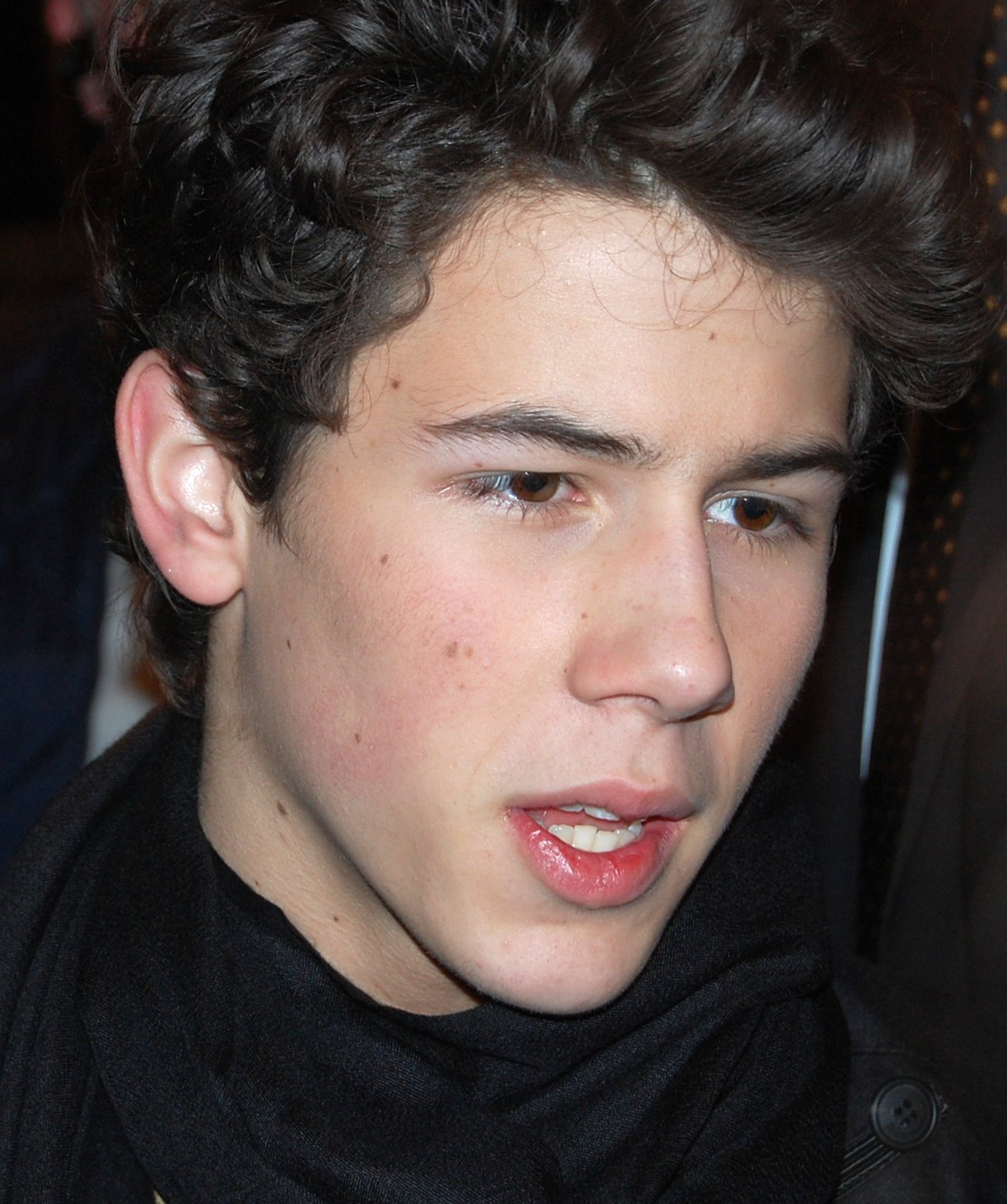
Nick Jonas în 2009

Nick Jonas a fost implicat într-un scandal în 2007, atunci când Miley Cyrus i-a trimis acestuia poze intime, fotografii pe care un hacker le-a făcut publice pe internet. Situația creată a afectat atât reputația lui Miley Cyrus, cât și a trupei Jonas Brothers.
În 2010, Nick Jonas a lansat propriul album., cu ajutorul trupei Nick Jonas and The Administration.
Nick Jonas a fost diagnosticat cu diabet zaharat (de tip I insulino-dependent), din a cărui cauză a leșinat în timpul unui concert. Ca urmare, Nick a creat o fundație pentru ajutorarea copiilor diabetici.De asemenea a și donat 35 de mii de dolari pentru 3 orfelinate din Los Angeles.

## Jonas Brothers
După întâlnirea cu Jonas și ascultarea cântecului „Please Be Mine”, scris și interpretat de către frații Jonas, casele de discuri Daylight/Columbia Records au decis să semneze un contract de colaborare. Imediat după parafarea actelor de către Columbia, frații și-au numit grupul „Sons of Jonas”, după care s-a ajuns la denumirea actuală, „Jonas Brothers”.

## Filmografie
| An   | Titlu                                          | Rol                            | Note                   |
| ---- | ---------------------------------------------- | ------------------------------ | ---------------------- |
| 2008 | Best of Both Worlds Concert                    | Rolul său                      | Concert film           |
| 2009 | Jonas Brothers: The 3D Concert Experience      | Rolul său                      | Concert film           |
| 2009 | Night at the Museum: Battle of the Smithsonian | Cherub (voce)                  |                        |
| 2010 | Les Misérables: 25th Anniversary Concert       | Marius Pontmercy               |                        |
| 2011 | Jonas Brothers: The Journey                    | Rolul său                      | Documentar neautorizat |
| 2016 | Careful What You Wish For                      | Doug Martin                    |                        |
| 2016 | Goat                                           | Brett Land                     |                        |
| 2017 | Demi Lovato: Simply Complicated                | Rolul său                      | Documentar             |
| 2017 | Jumanji: Welcome to the Jungle                 | Jefferson "Seaplane" McDonough |                        |
| 2019 | Chaos Walking                                  | Davy Prentiss Jr.              |                        |

| An      | Titlu                      | Rol           | Note                                                    |
| ------- | -------------------------- | ------------- | ------------------------------------------------------- |
| 2007    | Hannah Montana             | Rolul său     | Episode: "Me and Mr. Jonas and Mr. Jonas and Mr. Jonas" |
| 2008    | Camp Rock                  | Nate Gray     | Film TV                                                 |
| 2009–10 | Jonas                      | Nick Lucas    | 33 episoade                                             |
| 2010    | Camp Rock 2: The Final Jam | Nate Gray     | Film TV                                                 |
| 2011    | Mr. Sunshine               | Eli White     | Episodul: "Employee of the Year"                        |
| 2011    | Last Man Standing          | Ryan Vogelson | Episodul: "Last Christmas Standing"                     |
| 2012    | Smash                      | Lyle West     | 2 episoade                                              |
| 2012    | Submissions Only           | Lonely Dancer | Episodul: "Another Interruption"                        |
| 2013–15 | Hawaii Five-0              | Ian Wright    | 3 episoade                                              |
| 2014–17 | Kingdom                    | Nate Kulina   | 40 episoade                                             |
| 2015    | Scream Queens              | Boone Clemens | 5 episoade                                              |

| An      | Titlu                            | Rol       | Note                                                          |
| ------- | -------------------------------- | --------- | ------------------------------------------------------------- |
| 2008–10 | Jonas Brothers: Living the Dream | Rolul său | 18 episoade                                                   |
| 2009    | Band in a Bus                    | Rolul său | Reality DVD                                                   |
| 2012    | The X Factor                     | Rolul său | Season 2 (Judges Houses) 1, 2, 3 (October 10–11 & October 17) |
| 2012–13 | Married to Jonas                 | Rolul său | 4 episoade                                                    |
| 2015    | The Voice                        | Rolul său | Season 8 (The Battle Round)                                   |
| 2016    | CMT Crossroads                   | Rolul său | Summer 2016 performance with Thomas Rhett                     |
| 2016    | Running Wild with Bear Grylls    | Rolul său | Loc: Sierra Nevada                                            |

| An   | Titlu                              | Artist                            | Note                                                                                               |
| ---- | ---------------------------------- | --------------------------------- | -------------------------------------------------------------------------------------------------- |
| 2008 | Studio DC: Almost Live             | Rolul său                         | Second show                                                                                        |
| 2008 | Extreme Makeover: Home Edition     | Rolul său                         | "The Akers Family" (Season 6, Episode 2)                                                           |
| 2009 | Saturday Night Live                | Rolul său                         | 14 februarie 2009 episode                                                                          |
| 2010 | Live! with Regis and Kelly         | Rolul său (Host)                  | 8 ianuarie 2010 episode                                                                            |
| 2010 | Minute to Win It                   | Rolul său                         | 12 mai 2010 episode                                                                                |
| 2010 | I Get That a Lot                   | Rolul său                         | 19 mai 2010 episode                                                                                |
| 2010 | Extreme Makeover: Home Edition     | Rolul său                         | "The Heathcock Family" (Season 7, Episode 17)                                                      |
| 2010 | The Biggest Loser                  | Rolul său                         | Season 10, Episode 13                                                                              |
| 2011 | Dancing with the Stars             | Rolul său                         | Audience Member                                                                                    |
| 2012 | Empire Girls: Julissa and Adrienne | Rolul său                         | Episode                                                                                            |
| 2012 | Opening Act                        | Rolul său                         | Nick Jonas & Patrick Tanner                                                                        |
| 2013 | Miss USA 2013                      | Rolul său (Co-host and performer) | Host and performer with Jonas Brothers                                                             |
| 2015 | Miss Universe 2014                 | Rolul său (Performer)             | Performed "Chains", "Jealous" and "Teacher" (25 ianuarie 2015)                                     |
| 2015 | 2015 Kids' Choice Awards           | Rolul său (Host)                  | First time hosting an awards show                                                                  |
| 2015 | 2015 MTV Video Music Awards        | Rolul său (Performer)             | Performed Levels                                                                                   |
| 2015 | American Music Awards of 2015      | Rolul său (Performer)             | Performed Chains, Levels, Jealous                                                                  |
| 2016 | Saturday Night Live                | Rolul său (Performer)/Various     | Performed "Champagne Problems" and "Close" and appeared in the Huge Jewelry and Pool Boy sketches. |
| 2016 | Maya & Marty                       | Rolul său                         | 14 iunie 2016 episode                                                                              |
| 2016 | Watch What Happens Live            | Rolul său                         | 15 iunie 2016 episod                                                                               |

| An   | Titlu               | Artist            | Note              |
| ---- | ------------------- | ----------------- | ----------------- |
| 2011 | "My Time"           | Gabrielle Giguere | Producător, cameo |
| 2015 | "OXO" (Lyric Video) | Olivia Somerlyn   | Cameo             |

 jumanji 2